# Betula ermanii
Bouleau d'Erman
Espèce
Classification phylogénétique
Statut de conservation UICN

 LC  : Préoccupation mineure
Betula ermanii, ou Bouleau d'Erman, est une espèce de bouleaux originaire d'Extrême-Orient, comprenant le Nord-Est de la Chine, la Corée du Nord et la Corée du Sud, le Japon ainsi que l'Extrême-Orient russe jusqu'au Kamtchatka.
Il peut atteindre 20 mètres de hauteur. Il est remarqué pour son écorce écaillant, qui peut parfois être enlevée en feuilles, mais habituellement déchiquette et s’accroche sur le tronc et sous les branches. Les chatons mâles jaune-marron apparaissent avec les feuilles au printemps. Le cultivar « Grayswood Hill » a gagné la Prix du mérite de Jardin de la Société Royale d’Horticulture